# Plaza de Armas de Santiago
La Plaza de Armas de Santiago se ubica en la comuna de Santiago y es el núcleo del centro histórico de la capital de Chile.
Se ubica en el cuadrante delimitado por las calles Catedral y Monjitas por el norte, 21 de Mayo y Estado por el este, Compañía y Merced por el sur, el Paseo Ahumada y el Paseo Puente por el oeste. Bajo la plaza se encuentra la estación Plaza de Armas del Metro de Santiago, inaugurada en 2000 para la línea 5 y en 2019 para la línea 3.

## Historia

### Periodo prehispánico
El investigador Rubén Stehberg del Museo Nacional de Historia Natural de Chile y Gonzalo Sotomayor de la Universidad Andrés Bello reunieron una serie de evidencias de investigaciones presentadas en 1976, más documentos históricos, y a esto agregaron nuevas evidencias con las cuales postulan la teoría de que bajo la ciudad del casco viejo de Santiago se encontraría un asentamiento inca en los cursos medios de los ríos Mapocho y Maipo.

Habría existido un centro urbano Tawantinsuyu, bajo el casco antiguo de la ciudad de Santiago, desde el cual salían caminos incaicos en distintas direcciones y cuya base de sustentación fue la hidroagricultura y la minería de oro y plata, [...] la infraestructura de esta instalación habría sido aprovechada por (el conquistador español) Pedro de Valdivia para fundar la ciudad de Santiago.
Rubén Stehberg

### Conquista española

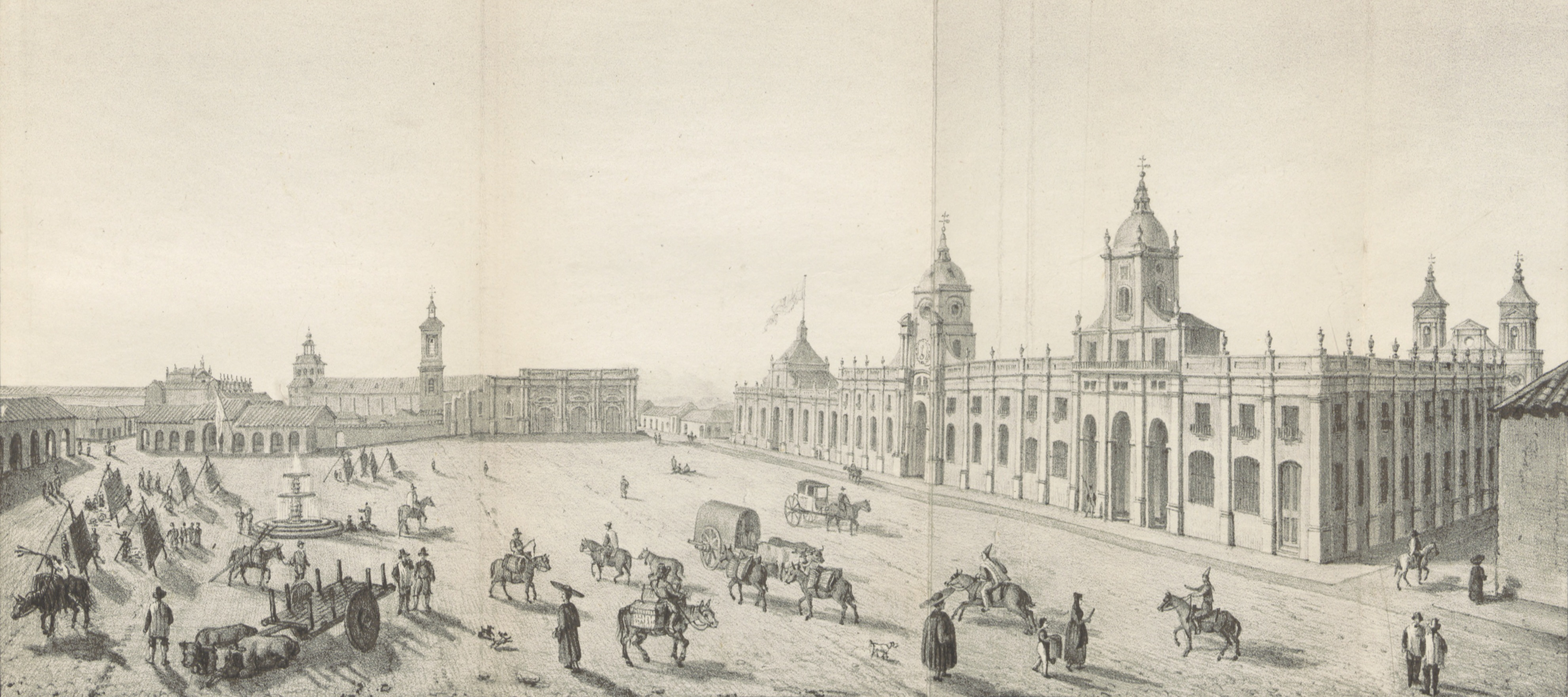
Plaza de Armas en 1826.

La capital chilena se fundó el 12 de febrero de 1541 por el conquistador Pedro de Valdivia. Su trazado en forma de damero, semejante a un tablero de ajedrez, fue diseñado por el alarife Pedro de Gamboa. De esta forma se planificó la construcción de una plaza central en torno a la cual se erigieran los principales edificios administrativos.Esta plaza fue construida sobre la Cancha inca.
En torno a la plaza nacieron las recovas o mercados, pues las carretas con mercancías llegaban a esta zona durante la época de la Colonia. Al medio, se ubicaba la horca para ejecutar a los sentenciados y demostrar el poder de la Justicia Real.

### Etapa republicana
Mediante decreto del 20 de enero de 1825 la denominación del lugar cambió de Plaza Mayor a Plaza de la Independencia, nombre que se mantendría durante el siglo XIX y posteriormente caería en desuso para retornar a la denominación clásica de Plaza de Armas.
En los años siguientes, la idea de una cuadra totalmente llana cambió y en 1859, siguiendo conceptos arquitectónicos europeos, la plaza fue forestada al instalar árboles y bellos jardines. Posteriormente, en 1896 el paisajista francés avecindado en Chile Guillermo Renner diseñó un jardín pintoresco de forma irregular con araucarias, cedros, ceibos, encinas, palmeras y pataguas, además de lagunas de agua y paseos sinuosos.
A partir de 1872, con la extensión de la línea de tranvías a tracción animal desde la Universidad de Chile hasta el Mercado Central pasando por la Plaza de Armas, este punto se convirtió en el lugar de convergencia de diversos recorridos de los «carros de sangre» y posteriormente de los tranvías eléctricos.
El 22 de abril de 1973 ocurrió en la Plaza de Armas la primera manifestación LGBT de Chile, donde alrededor de 50 personas se congregaron para reclamar contra los abusos policiales que sufrían.

### Remodelación de 2000
Entre 1998 y 2000, una renovación de la zona debido a las obras de construcción de la estación Plaza de Armas del Metro de Santiago dio origen a la actual plaza, que mezcla sectores de explanada para actividades culturales, especialmente la de los clásicos pintores y humoristas, jardines y una pérgola central para la ejecución musical de la banda municipal.
El diseño estuvo a cargo de los arquitectos Rodrigo Pérez de Arce y Sebastián Bianchi, ganadores del concurso público de su diseño.

### Remodelación de 2014
En diciembre de 2014, su plaza fue cerrada para realizar en ella un mantenimiento y remodelación de algunos jardines. Los trabajos costaron mil seiscientos sesenta y tres millones de pesos chilenos (dos millones setecientos mil dólares estadounidenses de 2014) e incluyeron cuarenta por ciento más de áreas verdes; treinta por ciento más de árboles (lo que permite generar un setenta por ciento de sombra); ciento sesenta nuevas luminarias con tecnología led; diez cámaras de vigilancia de alta tecnología conectadas a Carabineros de Chile, a la vigilancia municipal y al sitio web de la comuna; y red wifi gratuita. Fue reabierta el 4 de diciembre de 2014 en una ceremonia encabezada por la entonces alcaldesa de Santiago, Carolina Tohá.
Luego de esta remodelación, la plaza también cuenta con guardaparques las veinticuatro horas del día.

## Entorno

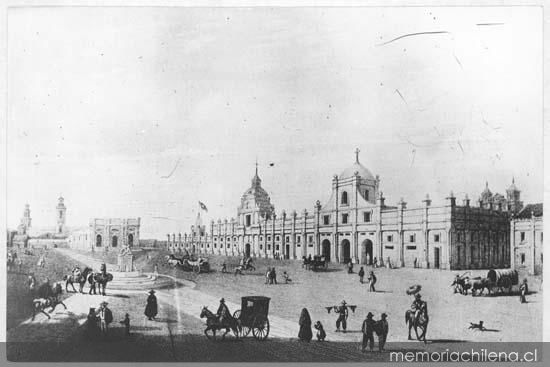
Vista de la Plaza de Armas en 1830.

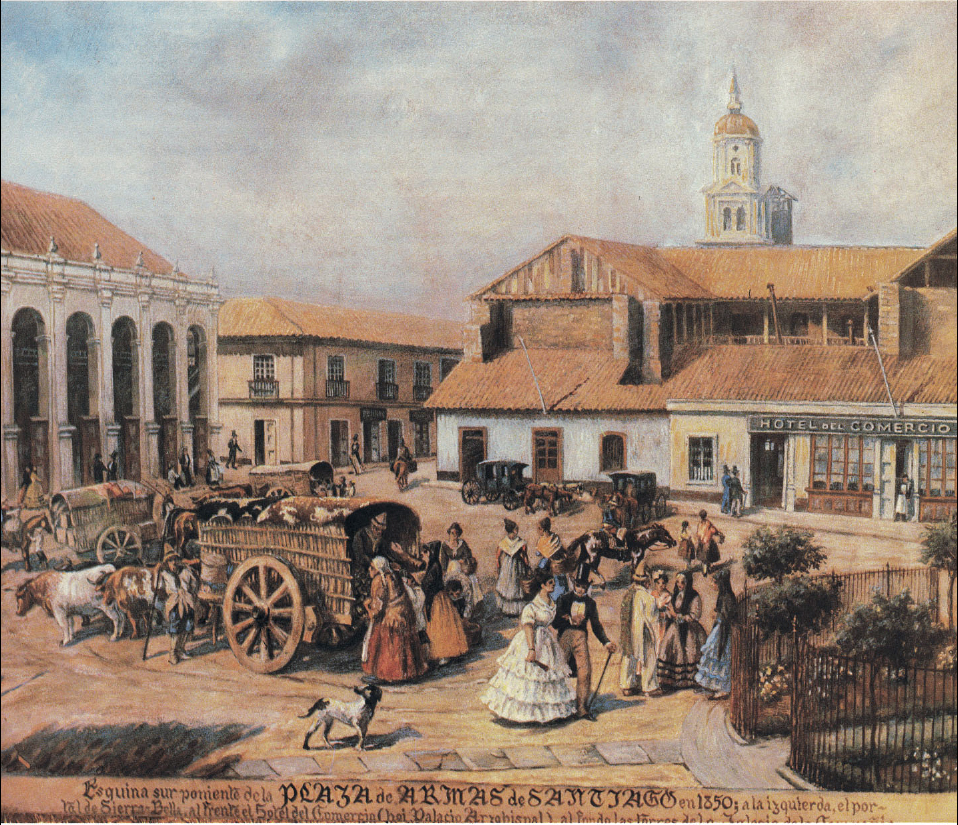
Pintura de la Plaza de Armas en 1850.

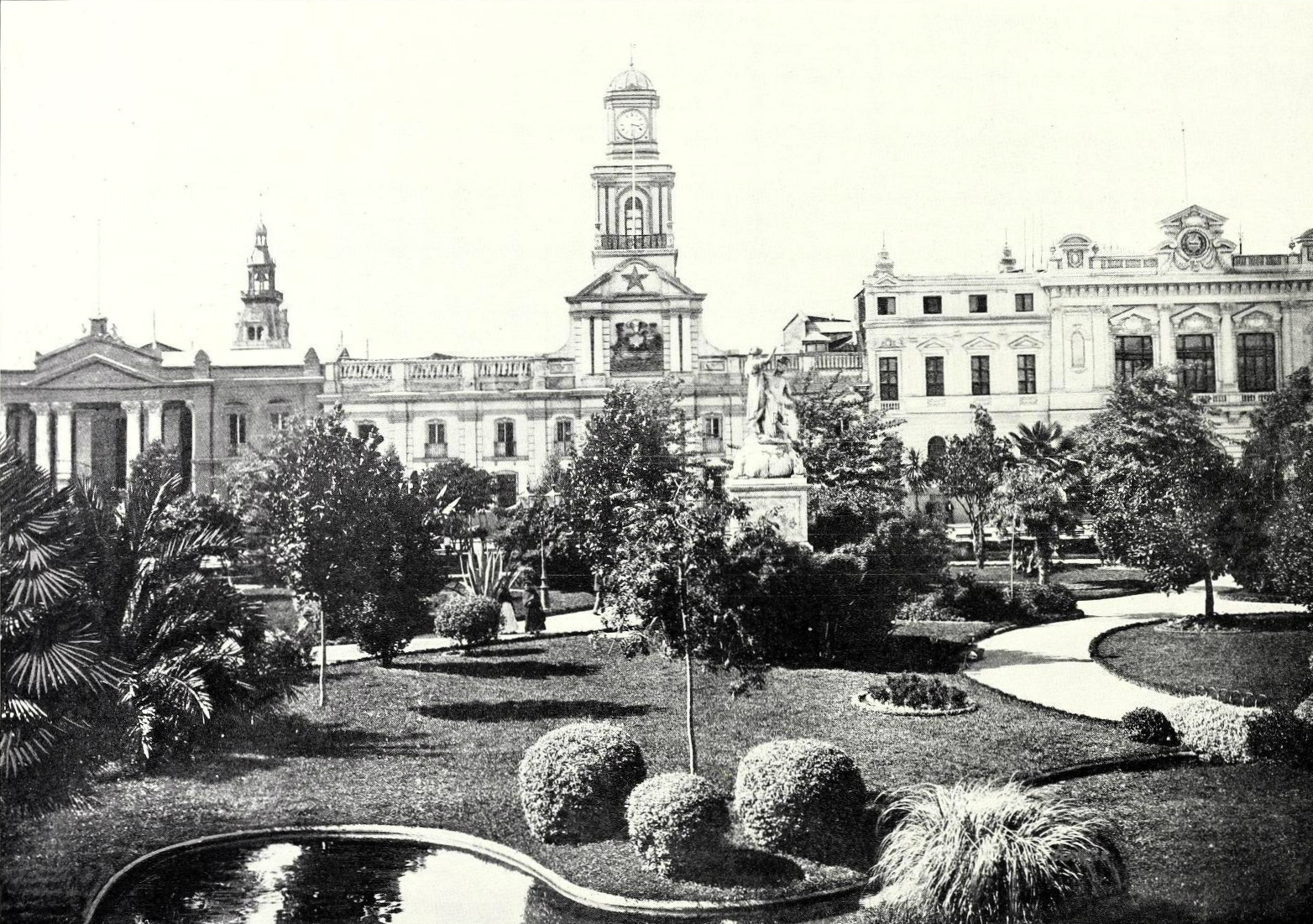
Vista de la Plaza de Armas en 1906.

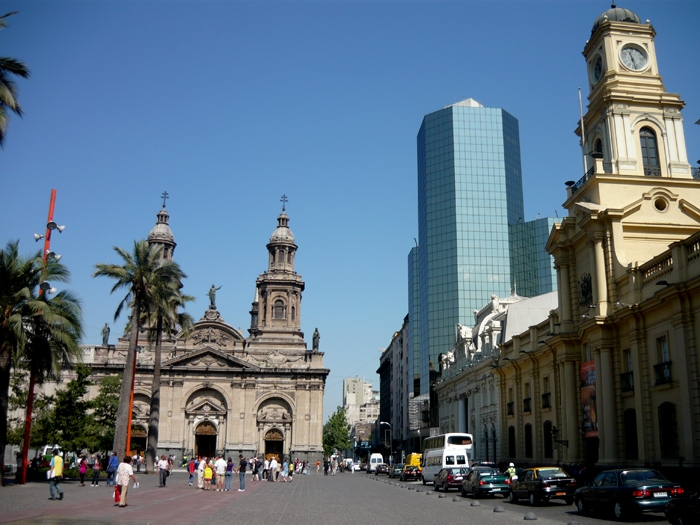
Vista de la Plaza de Armas en 2008.

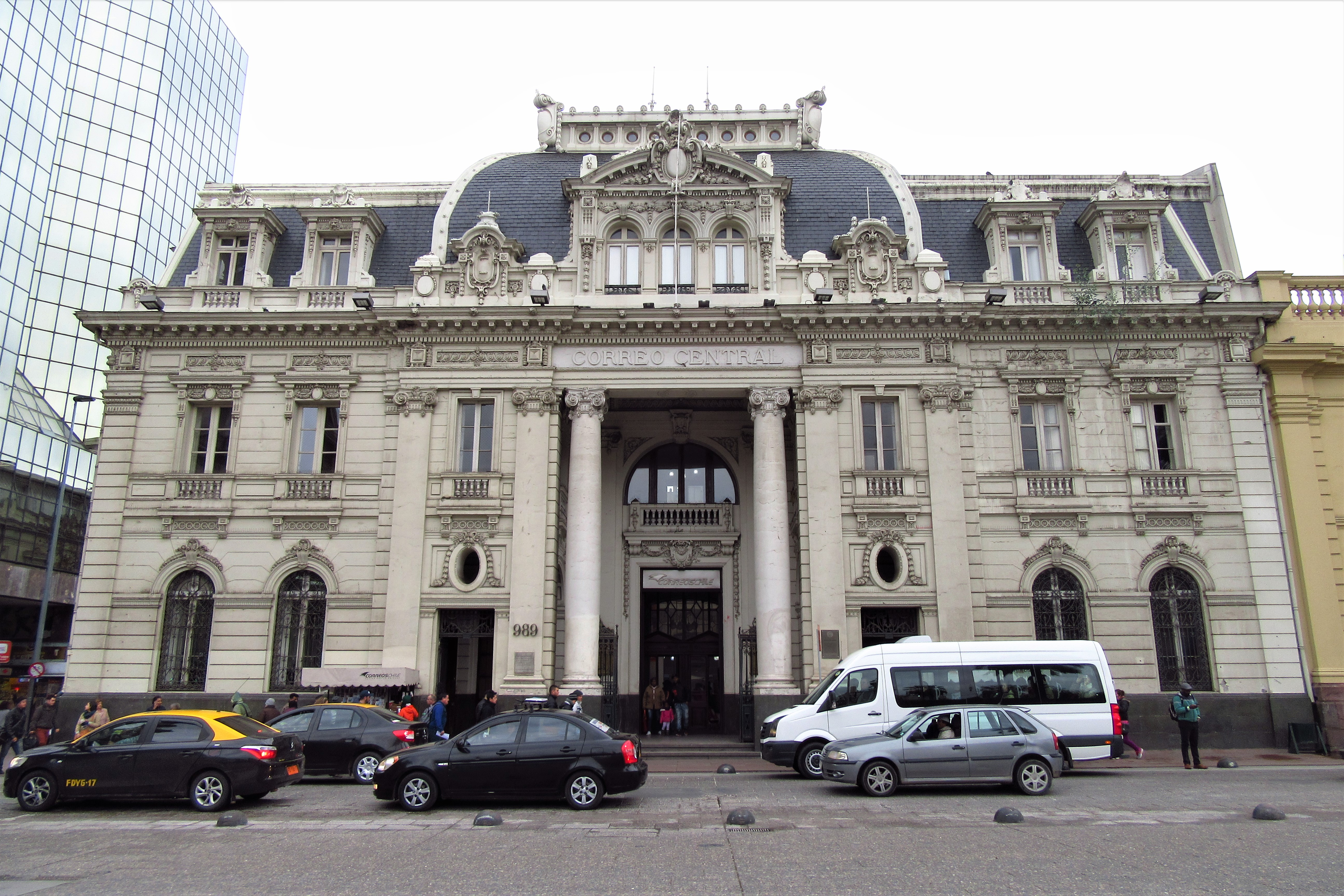
Edificio del Correo Central en el costado noroccidental de la plaza.

Al lado poniente de la plaza, en la esquina norponiente, se ubica la Catedral Metropolitana de Santiago. Si bien la primera construcción de una iglesia se realizó en conjunto con la fundación de la ciudad, el actual edificio es el quinto construido en el lugar. En 1748 comenzó su construcción, siendo finalizada en 1775. Sin embargo, en 1780, el arquitecto Joaquín Toesca diseñó una nueva fachada para la Catedral y la contigua Iglesia del Sagrario. A finales del siglo XIX, Ignacio Cremonesi fue encargado por el obispo Casanova de hacer una remodelación integral de la catedral, que incluyó nuevas fachadas, una modificación de la nave interior y la construcción de dos torres hacia la plaza y una cúpula sobre el altar mayor.
Frente al lado norte de la Plaza se encuentran los antiguos edificios gubernamentales de la Colonia. De poniente a oriente, se ubican el actual Correo Central, el Museo Histórico Nacional y la Ilustre Municipalidad de Santiago.
El edificio del Correo Central de Santiago ocupa el sitio asignado en la fundación al conquistador Pedro de Valdivia, donde posteriormente se construyó la residencia de los Gobernadores de Chile y, después de la independencia, de los Presidentes hasta 1846, cuando la residencia presidencial fue trasladada al Palacio de La Moneda. Sin embargo, un incendio casi destruye por completo el edificio, siendo restaurado en 1881 dándole el estilo neoclásico que posee actualmente. En 1903 fue construido un tercer piso y una cúpula superior.
El Museo Histórico Nacional se ubica en el antiguo edificio del Palacio de la Real Audiencia, el principal tribunal colonial en el país. Construido entre 1804 y 1807 por un discípulo de Toesca, tras la Independencia de Chile fue sede de diversos ministerios hasta que fueron trasladados a La Moneda, al igual que la residencia presidencial. En 1982 fue abierto el museo actual que reúne diversas colecciones históricas.
El edificio de la Municipalidad ocupa el sitio donde se construyó originalmente el cabildo de la ciudad y la antigua cárcel colonial, construida entre 1578 y 1647. En 1679, la segunda construcción del edificio fue demolido y reedificada por Toesca, ahora con estilos neoclasicistas en 1790. Un incendio en 1891 obligó a una reconstrucción realizada por el arquitecto Eugenio Joannon, siendo inaugurado el nuevo edificio en 1895 y oficialmente declarado como sede de la administración comunal.
En torno a la Plaza se ubican también diversos locales comerciales, como el Portal Fernández Concha, ubicado frente al costado sur de la Plaza. Este centro comercial fue construido en 1869 y reúne tanto locales de comida típica chilena como internacional y tiendas con diferentes artículos. En la zona aledaña a la Catedral, en las calles Puente y Catedral, se encuentra una zona que ha sido informalmente denominada «Pequeña Lima» debido a la gran cantidad de inmigrantes de origen peruano y comercio destinado al servicio de estos que se ha instalado en las cercanías.

## Monumentos
- Estatua ecuestre de Pedro de Valdivia (1966), instalado originalmente en la falda del cerro Santa Lucía.[19]
- Monumento a la Libertad Americana o a la Victoria de Ayacucho.
- Monumento a los Pueblos originarios.
- Monumento a los cardenales de la Iglesia, monseñores José María Caro y Raúl Silva Henríquez.
- Estatua del apóstol Santiago.
- Cápsula Bicentenario (2010).
- Placas a nivel de suelo: Placa del Kilómetro Cero (al centro de la plaza), Planos históricos de la ciudad de Santiago, acta de construcción de la Catedral y placa conmemorativa de la visita de Juan Pablo II (1987).